# Пентазеркало

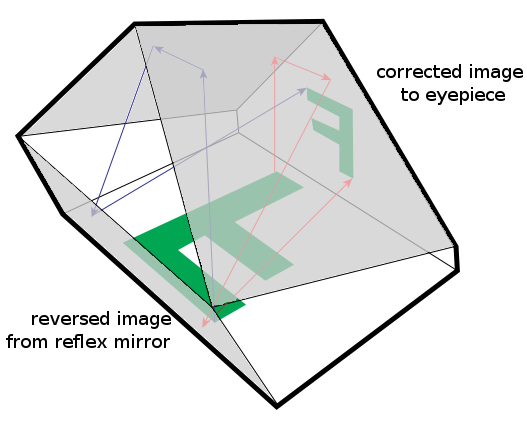
Крышеобразное пентазеркало. Серым цветом обозначены зеркала

Пентазеркало — оптическая деталь, используемая в качестве дешёвой замены пентапризмы. Даёт прямое изображение, поворачивая ход света на 90°. Представляет собой конструкцию из двух зеркал и пяти плоскопараллельных стеклянных пластинок, по форме повторяющую цельностеклянную пентапризму. Аналогичным образом крышеобразное пентазеркало может заменить крышеобразную пентапризму: в этом случае вместо одного из зеркал устанавливаются два, повернутые друг к другу под прямым углом в форме двускатной крыши. Такое пентазеркало так же поворачивает свет строго на 90°, давая зеркальное изображение. 
Крышеобразное пентазеркало часто используется в видоискателях зеркальной фотоаппаратуры любительского класса для её облегчения. Главным недостатком этой детали являются потери света на зеркалах, отсутствующие в отражательных призмах. Из-за этого светопропускание видоискателя с пентазеркалом ниже, чем у пентапризменного. Пентазеркало чувствительно к ударам и тряске, поскольку точность углов между гранями, неизменная в пентапризмах, может нарушиться в результате смещения зеркал. Кроме того, видоискатель с пентапризмой имеет большее увеличение, чем при использовании пентазеркала за счёт оптической длины в цельном куске стекла. Вместе с тем пентазеркало значительно легче пентапризмы, что немаловажно в компактной аппаратуре для фотолюбителей.